# Arrondissement des Chardonnières
L’Arrondissement des Chardonnières est un arrondissement d'Haïti, subdivision du département du Sud. Il a été créé autour de la ville des Chardonnières qui est aujourd'hui son chef-lieu. Il est peuplé par 71 305 habitants (recensement par estimation de 2009).
L'arrondissement regroupe trois communes :
- Les Chardonnières
- Les Anglais
- Tiburon